# Vermaschung (Kernkraftwerke)
Mit dem Begriff Vermaschung wird bei der Energieerzeugung in Kernkraftwerken die Verstopfung von Sieben in den Kühlmittelkreisläufen bezeichnet; vor allem der Notkühlsysteme, die sich aus dem jeweiligen Reaktorsumpf speisen. Die Siebe werden von Fasern umherflottierender Dämm- und Dichtmaterialien zugesetzt.
Ein größerer Störfall mit dieser Ursache war der Ausfall bzw. das Nichtanspringen des Notkühlsystems nach der Not-Schnellabschaltung des Block II im schwedischen Siedewasserreaktor-Kernkraftwerk Barsebäck am 28. Juli 1992.